# Marie Prevost

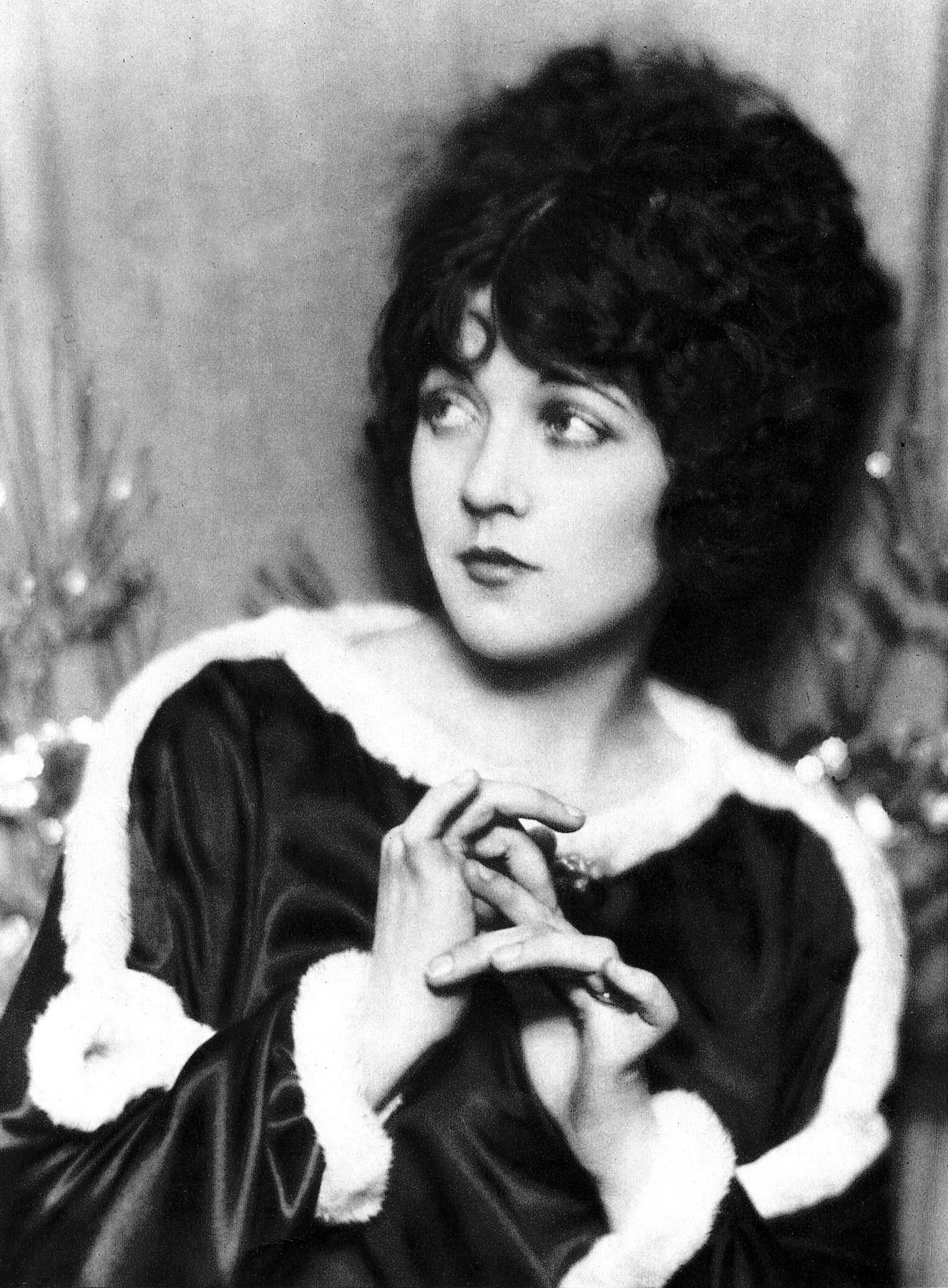
Marie Prevost, 1920.

Marie Prevost, född 8 november 1896 i Sarnia, död 23 januari 1937 i Hollywood i Kalifornien, var en kanadensisk skådespelare. Prevost medverkade i långt över 100 filmer och var som mest populär under 1920-talets mitt. Flera av hennes framgångsrika filmer, exempelvis Äktenskapsvirveln regisserades av Ernst Lubitsch.
Hon har tilldelats en stjärna på Hollywood Walk of Fame vid adressen 6201 Hollywood Blvd.

## Filmografi, urval
- 1924 – Äktenskapsvirveln
- 1925 – Kyss mig igen
- 1928 – The Racket
- 1929 – Den gudlösa flickan
- 1930 – Asfaltens liljor
- 1935 – En fattig miljonär